# Habaka
Habaka (în arabă حَبَكا) este un oraș situat la aproximativ 5 km sud de Irbid ( în arabă: إِرْبِد). Regiunea are un sol foarte fertil, care împreună cu o climă adecvată permite cultivarea unei mari varietăți de culturi de înaltă calitate. Principalele produse sunt măslinele și strugurii. Există o suprafață substanțială de păduri de pin pe dealurile care se extind de la Ajloun (arabă: عَجْلون).
Habaka avea o populație de 4.114 locuitori în 2015.

## Istorie
Descoperirile recente din zona Tell Johfiyeh (în arabă تل جحفية) care se află în Johfiyeh lângă Habaka ne întorc în epoca fierului.Unul dintre savanții islamici cunoscuți numit „Ali bin ziadah bin abd alrhman alhabaki alshafie” (în arabă علي بن زيادة بن ع𥀩צإة عة عإة ععع𥀘د الرحمن الحبكي الشافعي) a fost din Habaka și a murit în 1364.
În 1596, în timpul Imperiului Otoman, Habaka a fost remarcată în recensământ ca fiind situată în nahiya
din Bani al-Asar în liwa din Hawran. Avea o populație de 18 gospodării și 11 burlaci; toți musulmani. Aceștia au plătit o cotă fixă de impozitare de 25 % pentru diverse produse agricole, inclusiv grâu, orz, culturi de vară, podgorii/pomi fructiferi, capre și stupi, pe lângă veniturile ocazionale; un total de 8.000 de aspri.
În 1838 Habaka a fost semnalată ca fiind ruinată / pustie.
Recensământul iordanian din 1961 a înregistrat în Habaka 428 locuitori.

## Demografie
(1994 est.)
- Populație: 1775
- Nărbați: 2500
- Femei: 3254
- Familii: 450
- Clădiri: 500
- Unități rezidențiale: 326
- Școli: 3[6]